# Paul Bastien
Paul Bastien (ur. 26 maja 1907 w Fontenay-le-Comte, zm. 27 kwietnia 1982 w Paryżu) – francuski metalurg.
W 1942 został profesorem École Centrale des Arts et Manufactures, 1967 członkiem francuskiej Akademii Nauk, a 1974 członkiem zagranicznym Polskiej Akademii Nauk. Prowadził prace badawcze nad wpływem wodoru na kruchość żeliwa i stali, przewodnością metali i stopów, rozchodzeniem się ultradźwięków w ośrodkach krystalicznych i odkształceniami plastycznymi metali oraz badania stali stopowych przeznaczonych na części reaktorów jądrowych.